# اکسیمو انگویکس
اکسیمو انگویکس (انگلیسی: Ximo Enguix؛ زادهٔ ۱۸ فوریهٔ ۱۹۷۸) بازیکن فوتبال اهل اسپانیا است.
از باشگاه‌هایی که در آن بازی کرده‌است می‌توان به باشگاه فوتبال رکریتیوو اوئلوا، باشگاه فوتبال اسپورتینگ خیخون، باشگاه فوتبال رایو وایکانو، و باشگاه فوتبال والنسیا اشاره کرد.